# Lissocraspeda bicorne
Lissocraspeda bicorne är en fjärilsart som beskrevs av Aurivillius 1920. Lissocraspeda bicorne ingår i släktet Lissocraspeda och familjen mätare. Inga underarter finns listade i Catalogue of Life.